# Skålgölen
Skålgölen är en sjö i Oskarshamns kommun i Småland och ingår i Marströmmens huvudavrinningsområde.